# 프로젝트 블루북 (드라마)
《프로젝트 블루북》(영어: Project Blue Book)은 2019년 1월 8일부터 2020년 3월 24일까지 히스토리 채널에서 방영한 미국의 시대극, SF 텔레비전 드라마이다. 미국 공군에서 1950년대와 60년대에 걸쳐 진행한 미확인비행체 연구 총체인 프로젝트 블루북을 소재로 한다.
시즌 2 방영 후 캔슬되었다.

## 개요
천체물리학 교수(후에 미확인비행체학 전문가가 된다) 조지프 앨런 하이넥은 미국 공군 대위 마이클 퀸과 미국 전역을 돌아다니며 프로젝트 블루북의 실체를 조사한다.

## 출연진

### 주연
- 에이든 길런 - J. 앨런 하이넥 박사 역
- 마이클 멀라키 - 마이클 퀸 대위 역
- 로라 메넬 - 미미 하이넥 역
- 크세니야 솔로 - 수지 밀러 역
- 마이클 하니 - 휴 밸런타인 장군 역
- 닐 맥도너 - 제임스 하딩 장군 역

### 조연
- 로버트 존 버크
- 이언 트레이시
- 맷 올리리
- 커리 그레이엄
- 마이클 임피리올리